# Partito Democratico di Singapore
Il Partito Democratico di Singapore (in inglese: Singapore Democratic Party - SDP; in malese: Parti Demokratik Singapura) è un partito politico di centro-destra attivo in Singapore.

## Risultati elettorali
| Elezione          | Voti    | %    | Seggi  |
| ----------------- | ------- | ---- | ------ |
| Parlamentari 1980 | 11.292  |      | 0 / 75 |
| Parlamentari 1984 | 32.102  |      | 1 / 79 |
| Parlamentari 1988 | 158.341 |      | 1 / 81 |
| Parlamentari 1991 | 93.856  |      | 3 / 81 |
| Parlamentari 1997 | 76.129  |      | 0 / 83 |
| Parlamentari 2001 | 50.607  |      | 1 / 84 |
| Parlamentari 2006 | 45.937  |      | 0 / 84 |
| Parlamentari 2011 | 97.369  |      | 0 / 87 |
| Parlamentari 2015 | 84.770  |      | 0 / 89 |
| Parlamentari 2020 | 111.054 | 4,45 | 0 / 93 |